# Dupljaj
Dupljaj (em cirílico: Дупљај) é uma vila da Sérvia localizada no município de Valjevo, pertencente ao distrito de Kolubara. A sua população era de 347 habitantes segundo o censo de 2011.

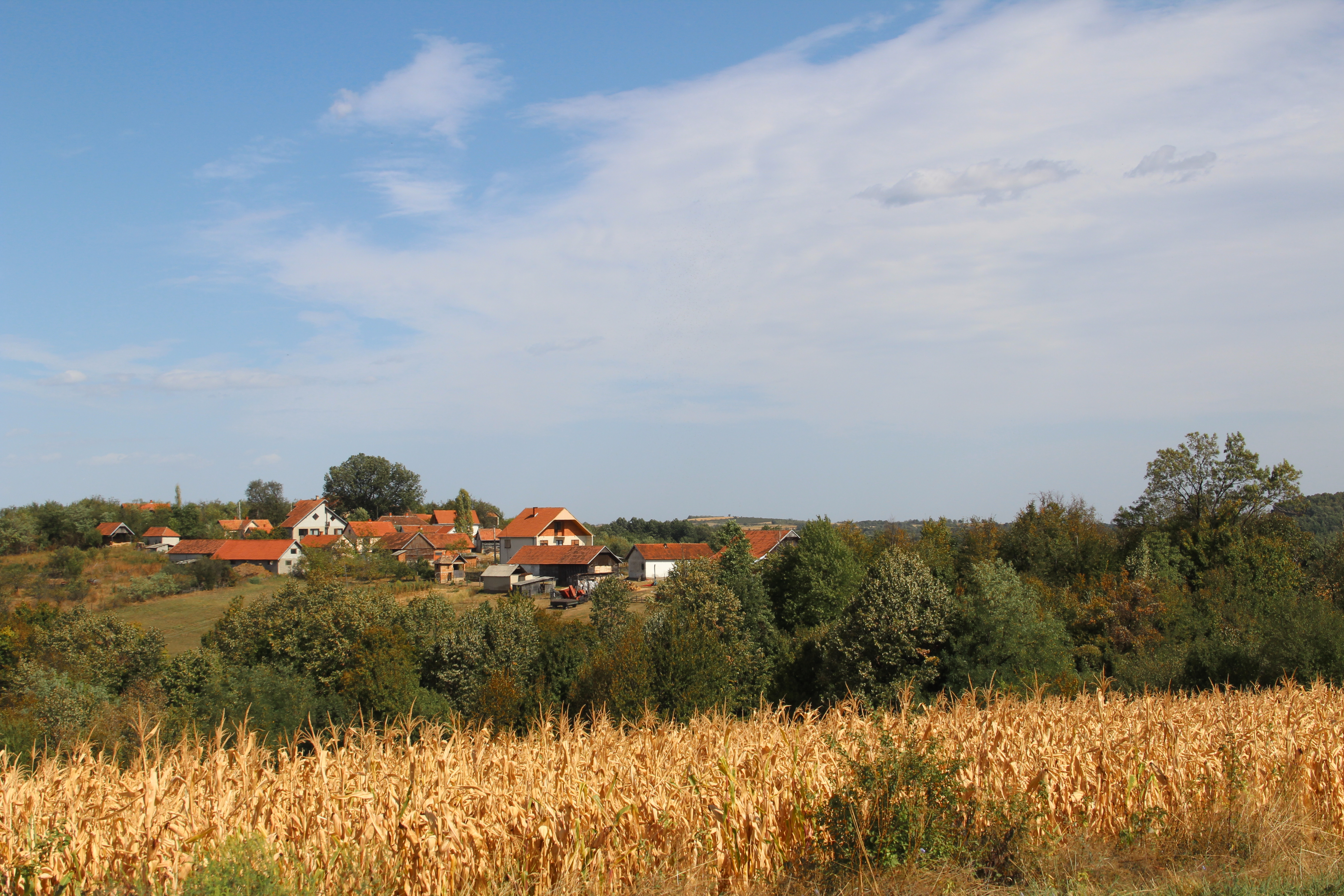
Dupljaj - Panorama
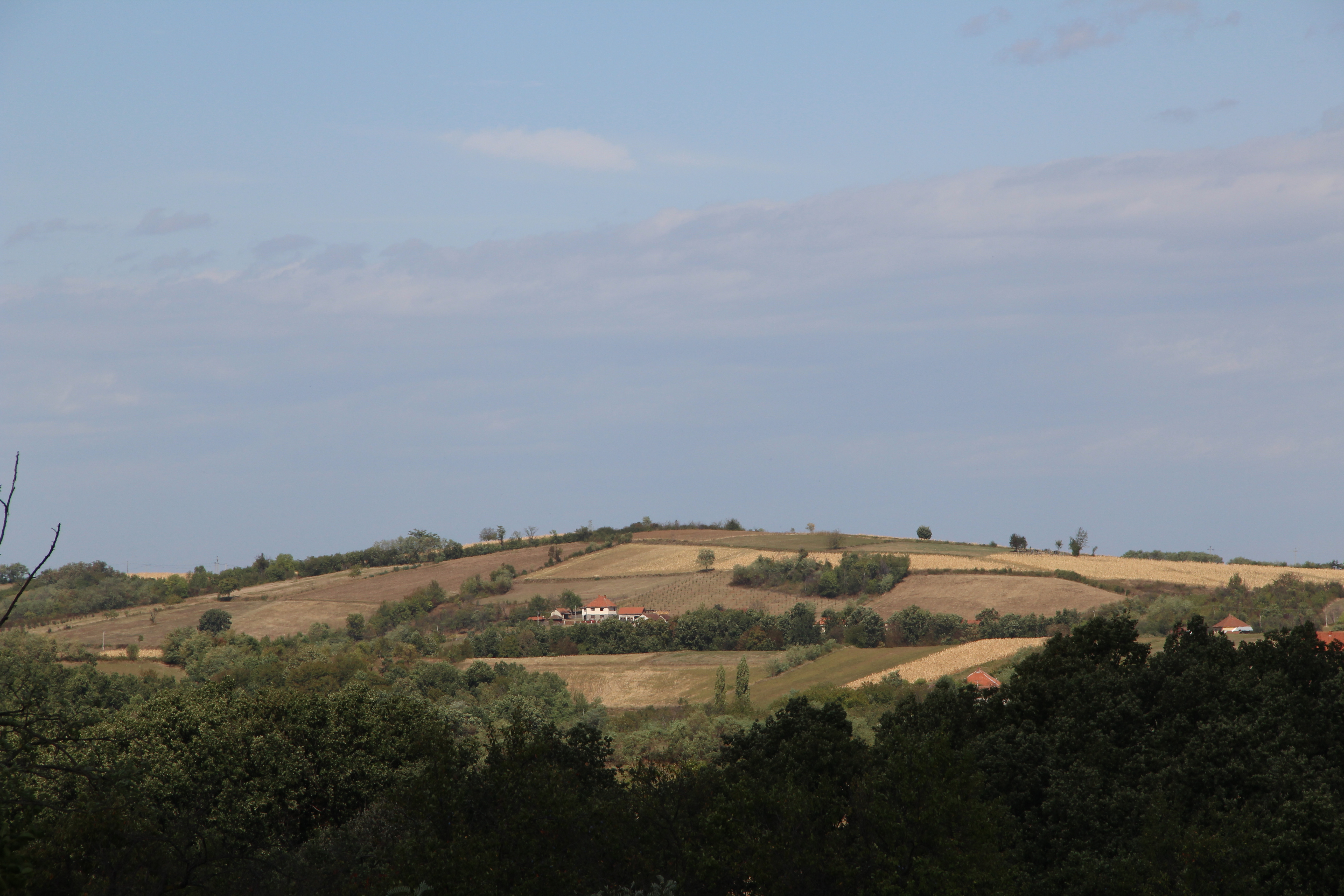
Dupljaj - Panorama
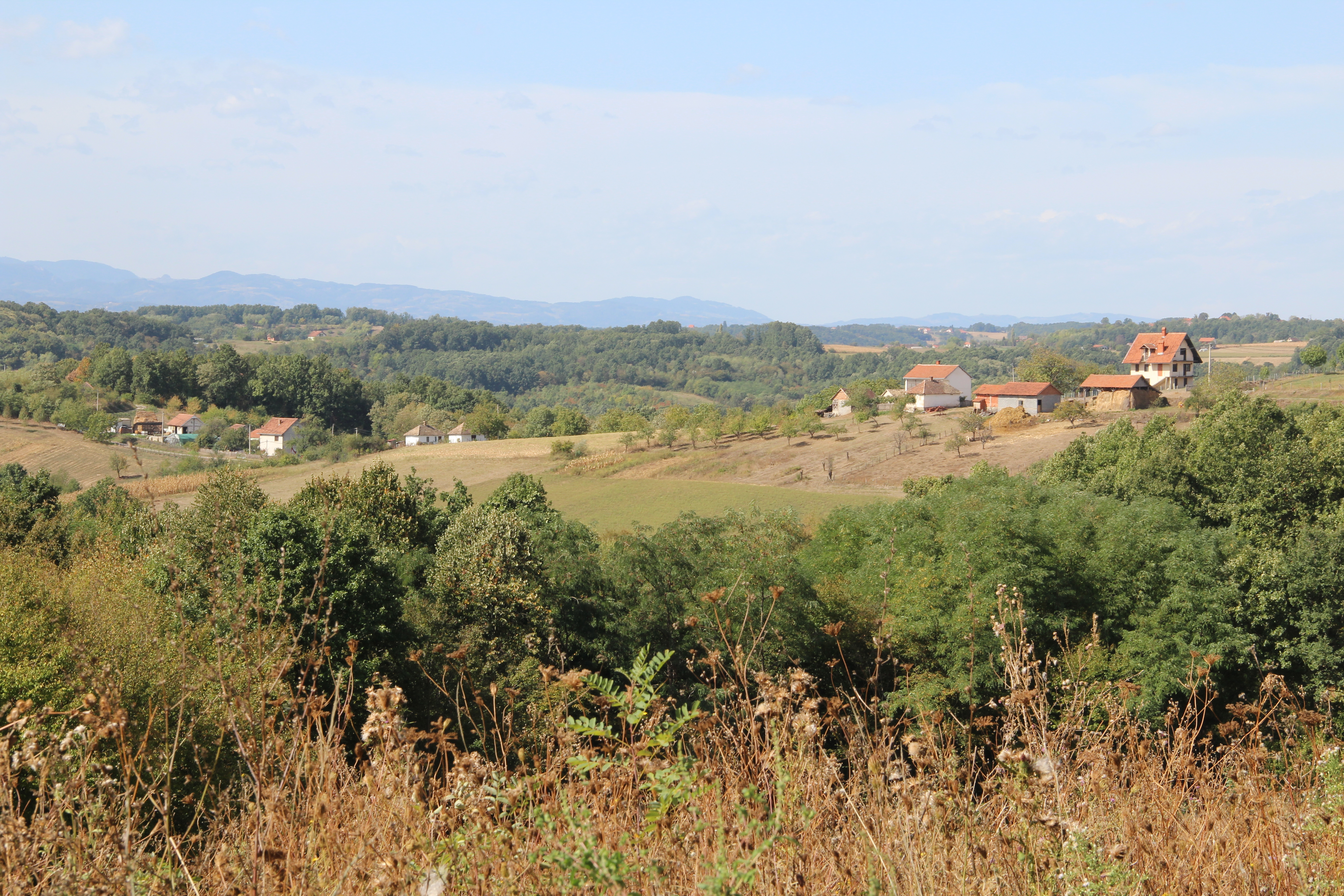
Dupljaj - Panorama
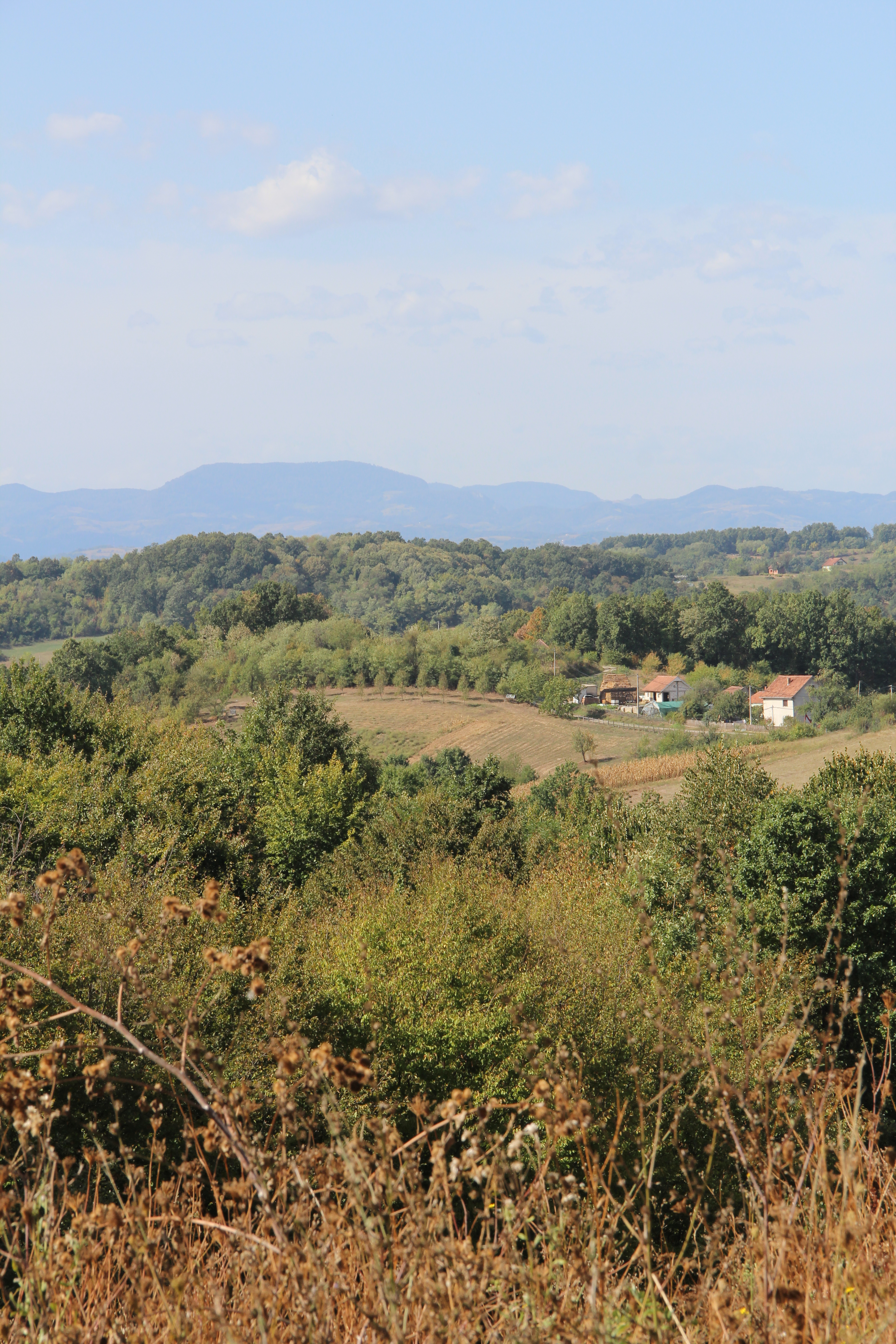
Dupljaj - Panorama
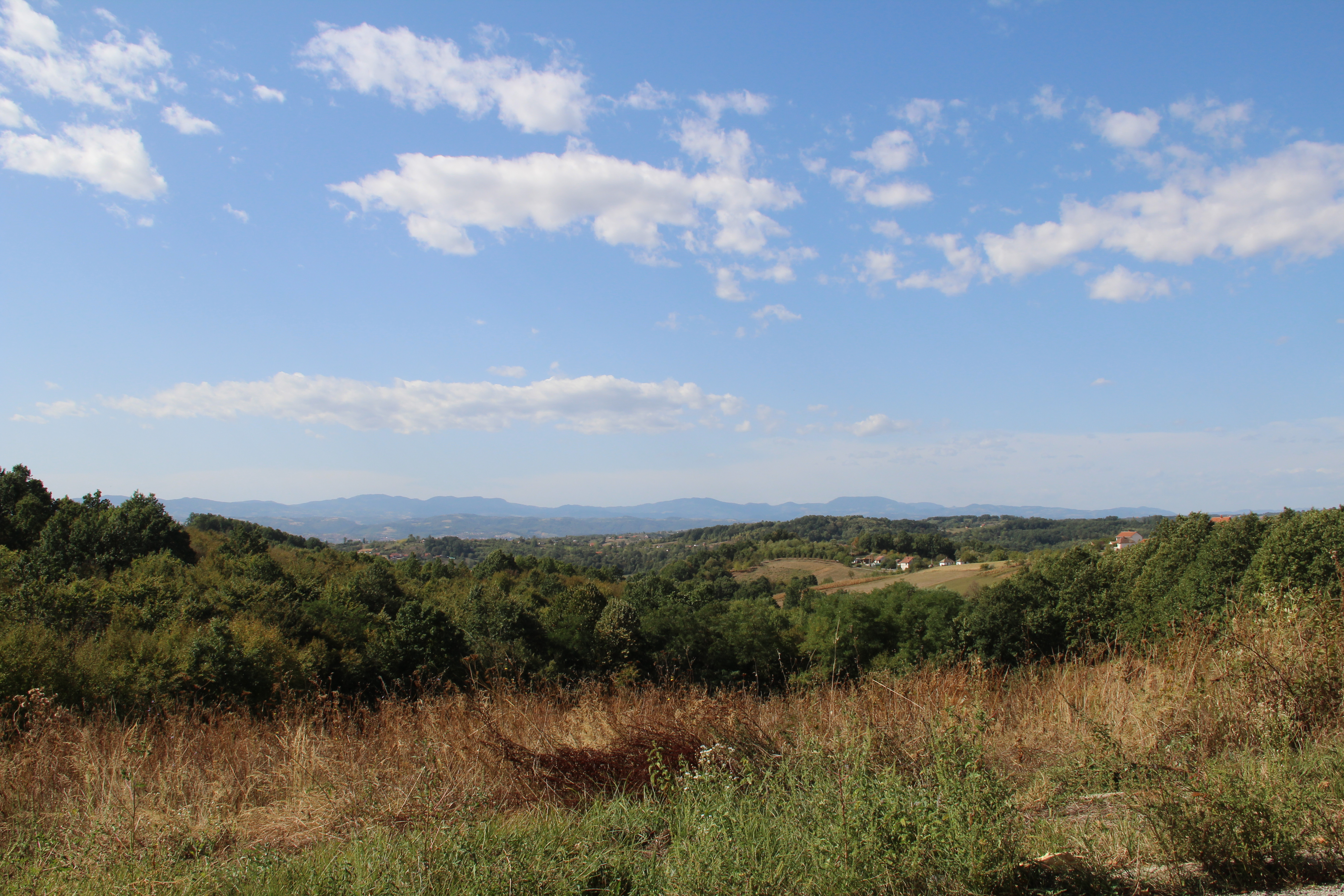
Dupljaj - Panorama
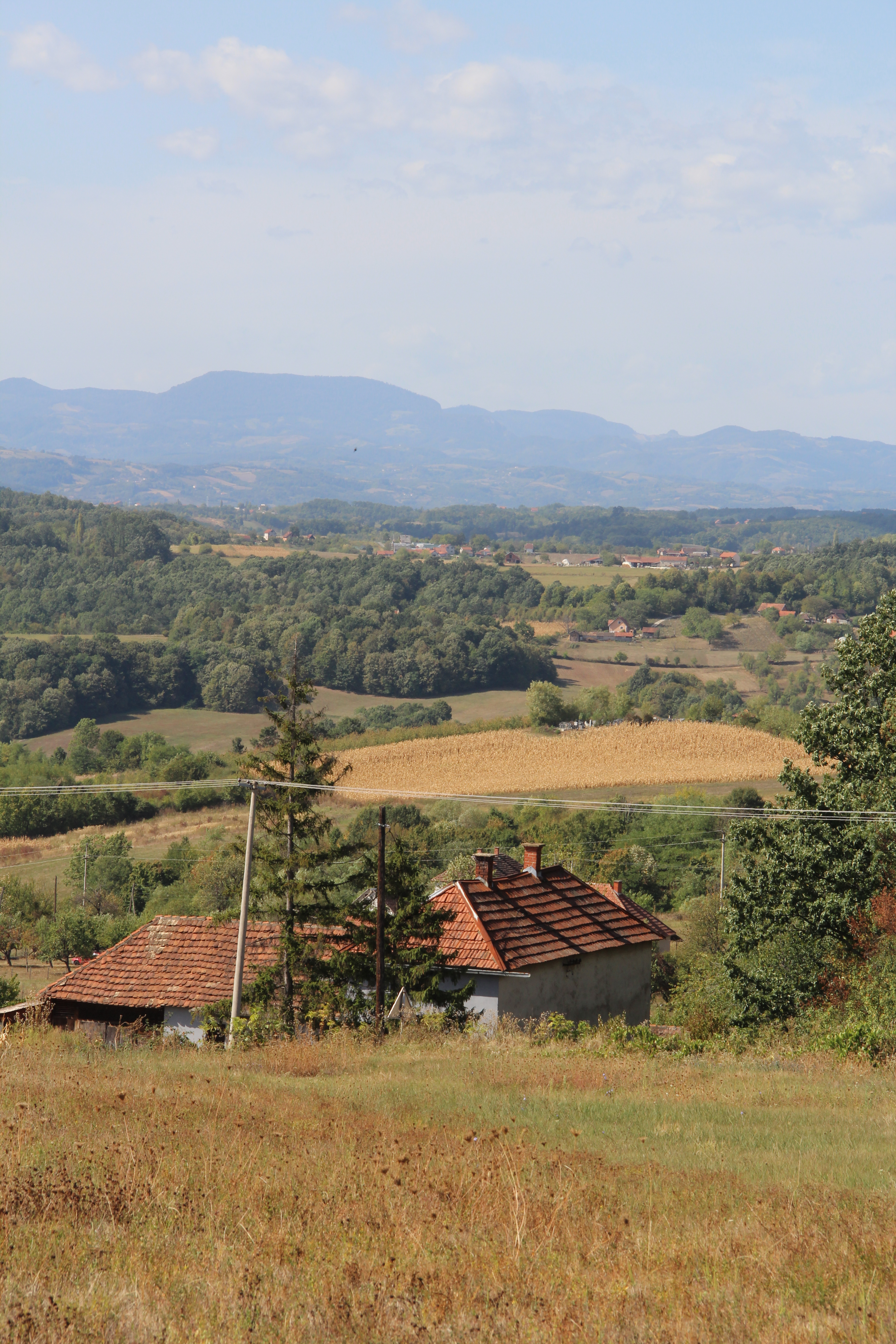
Dupljaj - Panorama
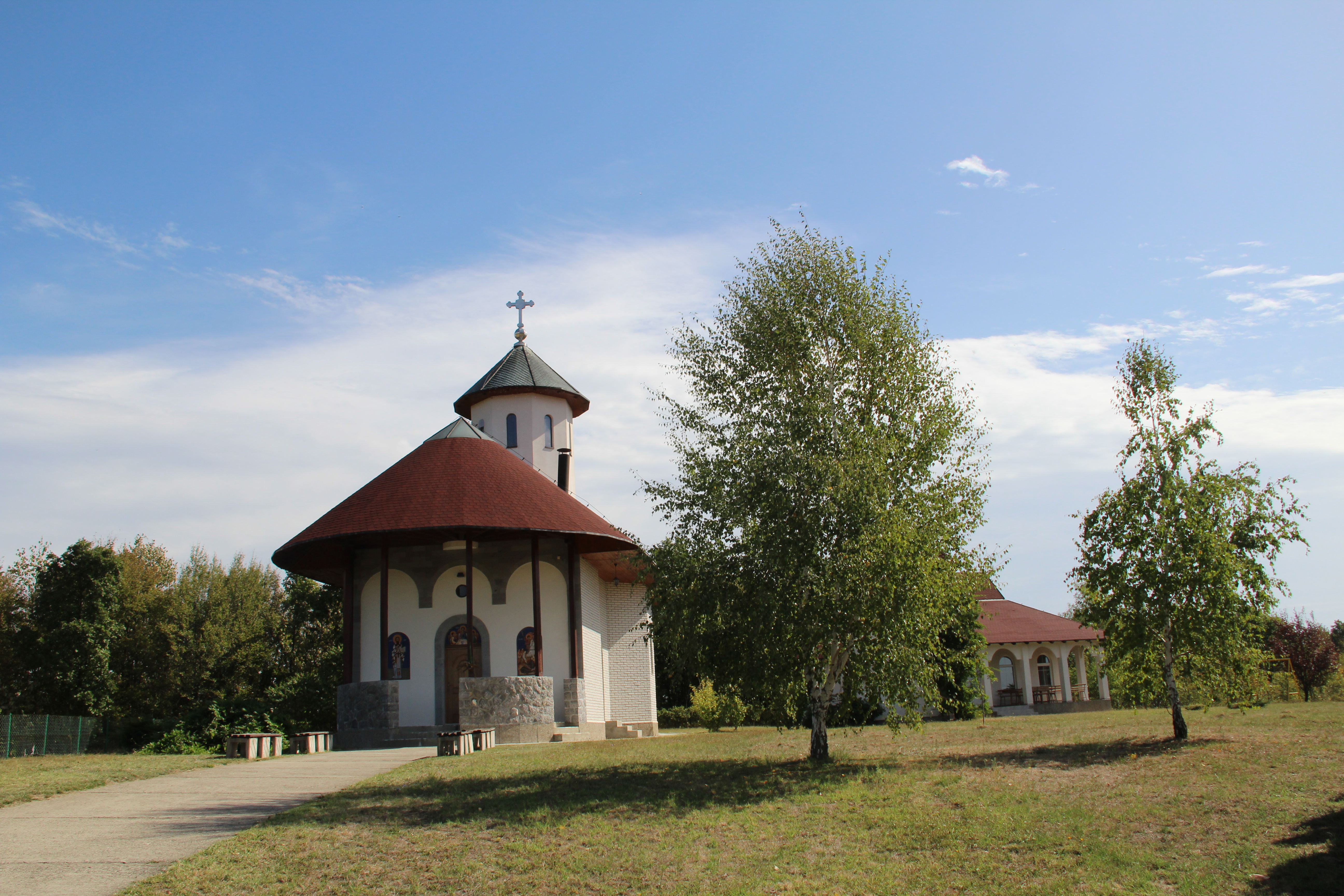
Dupljaj - igreja
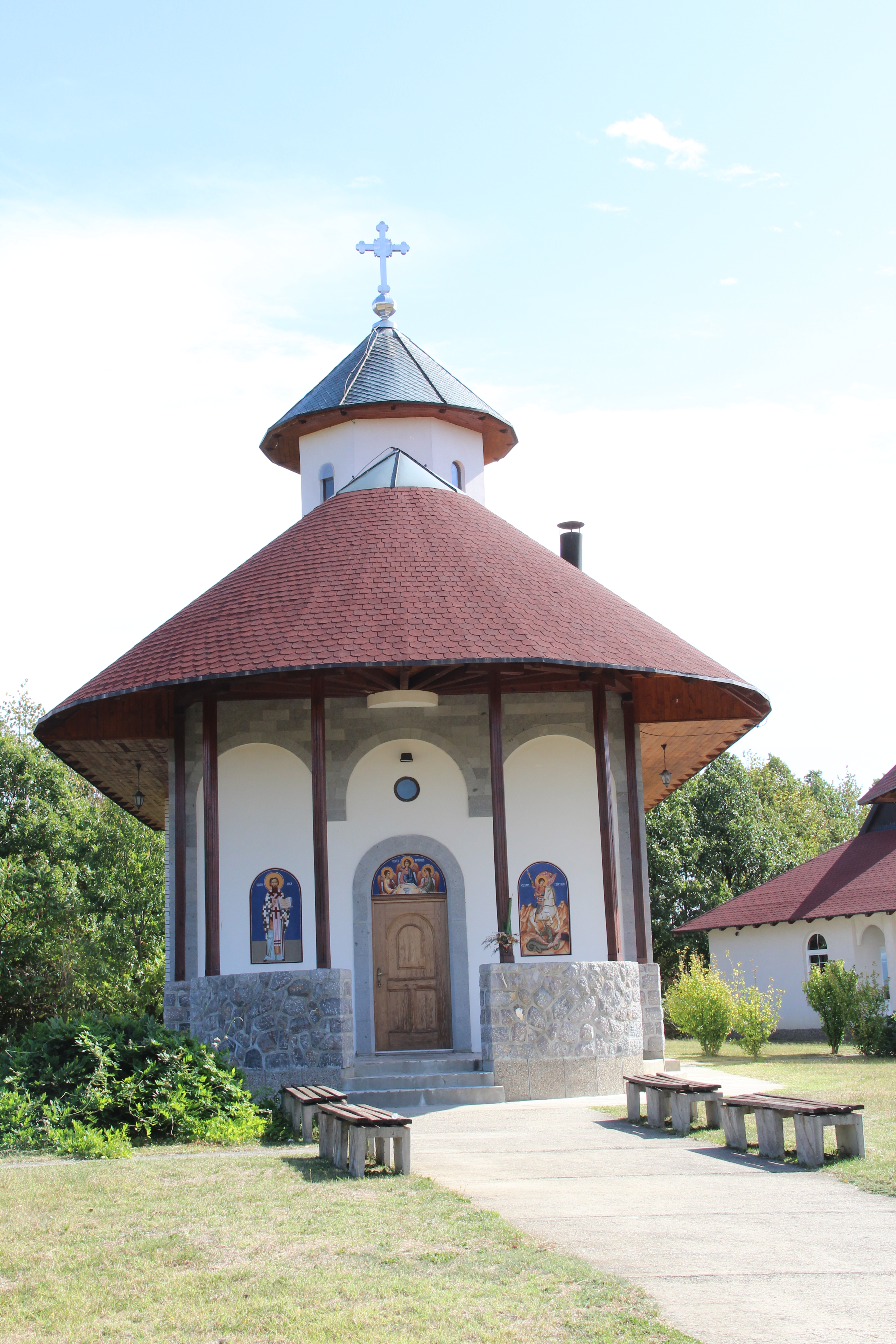
Dupljaj - igreja

## Demografia
| 1948 | 1953 | 1961 | 1971 | 1981 | 1991 | 2002 | 2011 |
| ---- | ---- | ---- | ---- | ---- | ---- | ---- | ---- |
| 736  | 760  | 720  | 666  | 601  | 524  | 452  | 347  |